# Apex Legends
Az Apex Legends ingyenesen játszható battle royale játék, melyet a Respawn Entertainment fejlesztett és az Electronic Arts dobott piacra. A Titanfall című játékkal azonos univerzumban játszódik. A játékot a Microsoft Windows, a PlayStation 4 és az Xbox One platformjaira adta ki a játékfejlesztő 2019. február 4-én. Az Apex Legends annyiban különbözteti meg magát a többi battle royale tematikájú játéktól, hogy a karakterek (Legends) külön-külön rendelkeznek a rájuk szabott képességekkel és tulajdonságokkal, és a játék elsődleges irányelve az, hogy a játékosoknak háromfős csapatokban kell játszania, a csapattársaknak lehetősége van ugyanis visszahozni a játékba halott társaikat.
Miközben a Respawn Entertainment a Titanfall második részén dolgozott, addig a Fortnite battle royale sikerén felbuzdulva végül úgy döntöttek, hogy újraszabják a Titanfall elemeit egy battle royale felépítésű játékba, miközben megtartják az eredeti alapmű sajátosságait. A Respawn Entertainment kérésére az Electronic Arts nem harangozta be előzetesen a játékot, ezért csak akkor derült rá fény, amikor a játék elérhetővé vált az EA platformján. Egy héttel a kibocsátást követően már 25 millió letöltésnél járt a játék és több, mint 2 millió egyéni játékos játszott vele, ami miatt a Fortnite egyik legkomolyabb kihívójává lépett elő az Apex Legends a videójáték-iparban zajló versenyen belül.

## Játékmenet
Az Apex Legends egy battle royale játék, amely a lövöldözős játékok karakterisztikáit viseli magán, amely a Titanfall 2 után harminc évvel játszódik. Az Apex Legends annyiban különbözik a többi battle royale című játéktól, hogy a karakterei (Legends) külön, önálló tulajdonságokkal és képességekkel rendelkeznek, mint például a Védekezés, a Támadás, a Támogatás és a Felderítés. 
A játékosok háromfős csapatokat alkotnak, melyek kezdetén minden játékos ki kell, hogy válassza a saját karakterét (Legend) és minden mérkőzés 20 csapattal, azaz 60 játékos részvételével kezdődik. Minden csapat felszerelés nélkül kezdi meg a meccset és a játék úgy nevezett ledobó hajóiról indul, ahonnan a játékosok az egyikük által, az úgy nevezett jump master, segítségével jutnak el a sárga jelzéssel kijelölt játéktérre. A játékosok a földet érést követően a leszállási hely környékén található házakból szerzik be a különböző fegyvereket, páncélzatot és egyéb kiegészítő felszereléseket, miközben a mérkőzés kezdetétől fogva belefuthatnak az ellenséges csapatok tagjaival folytatott küzdelembe. 
A játék egyenes kieséses rendszerű, amelynek során a csapat akkor esik ki egy meccsből, ha mindhárom tagját megölték. Amikor egy csapatból van egy túlélő, annak korlátozott ideig lehetősége van a halott társát feléleszteni. A feltámasztási idő lejártát követően a kiesett játékos már csak nézőként vehet részt a játékban, esetleg figyelmeztetheti a társait a közelgő veszélyekre. A játék több körből áll, melyek fokozatosan leszűkülnek és azok, akik a körön kívül ragadnak, azok kiesnek a játékból.

## Fordítás
- Ez a szócikk részben vagy egészben  az   Apex Legends című angol Wikipédia-szócikk ezen változatának fordításán alapul.  Az eredeti cikk szerkesztőit annak laptörténete sorolja fel. Ez a jelzés csupán a megfogalmazás eredetét és a szerzői jogokat jelzi, nem szolgál a cikkben szereplő információk forrásmegjelöléseként.